# フランツ・プフォル

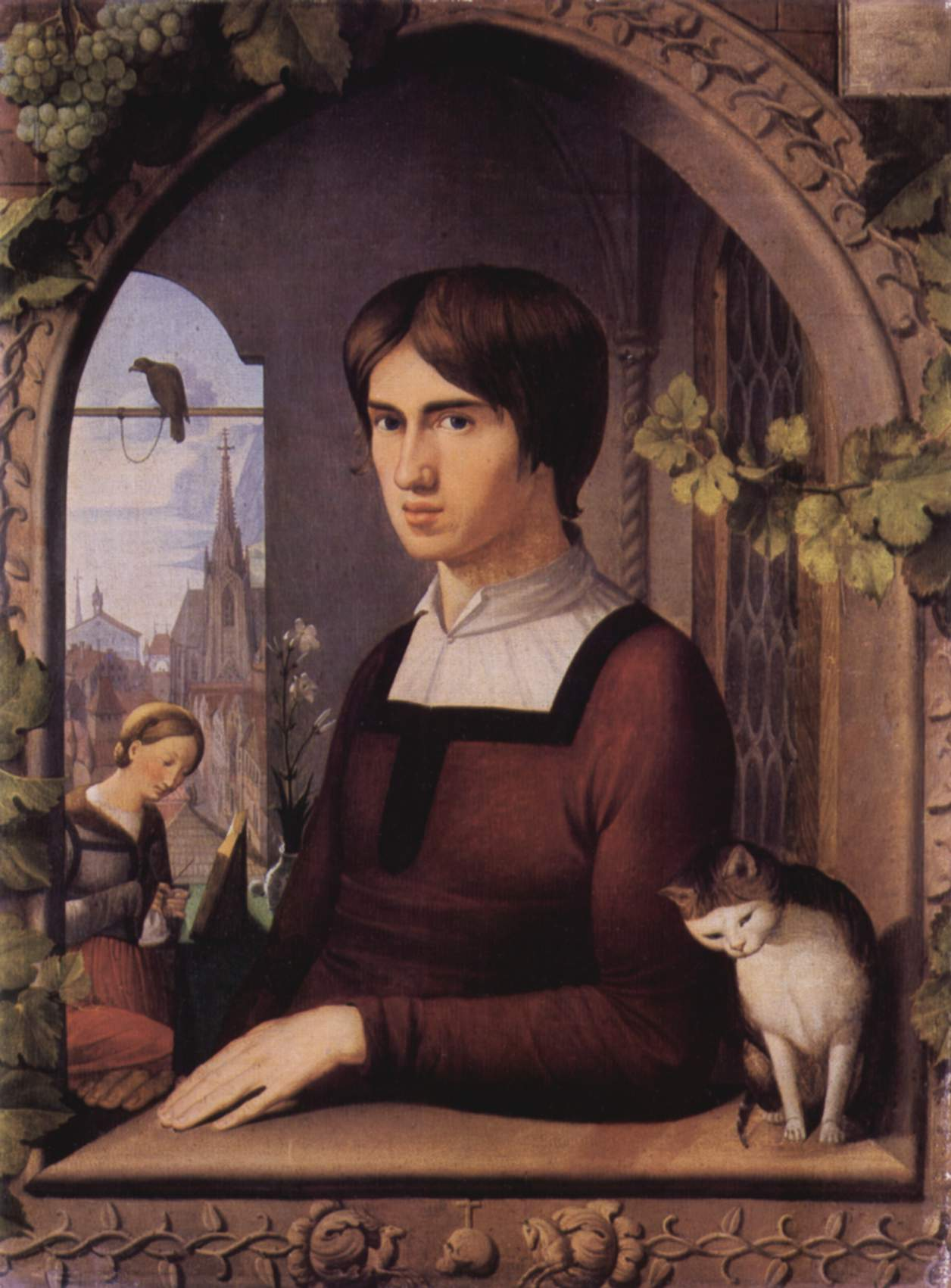
フランツ・プフォル
(画) ヨハン・フリードリヒ・オーファーベック

フランツ・プフォル（Franz Pforr、1788年4月5日 - 1812年6月16日）はドイツの画家である。ウィーン美術アカデミーで学び、ローマに出て「ナザレ派」の画家となるが、24歳で結核でイタリアで没した。

## 略歴
フランクフルト・アム・マインで生まれた。父親も画家で、母親は多くの画家を出したティシュバイン家の出身であった。12歳の時父親を亡くし、カッセルの美術館のインスペクターなどを務めていた叔父のヨハン・ハインリヒ・ティシュバインのもとに1801年に送られ美術教育を受けた。1805年にウィーン美術アカデミーに入学した。当時のウィーン美術アカデミーはハインリヒ・フリードリヒ・フューガー（Heinrich Friedrich Füger）のもとで、新古典主義の教育が行われていた。生徒たちの反発によって紛争がおこり、一部の生徒たちはアカデミーを出て、新しい画家グループを作った。プフォルも1810年にローマに出て、ヨハン・フリードリヒ・オーファーベック、ルートヴィヒ・フォーゲル、ヨハン・コンラート・ホッティンガーと、「聖ルカ兄弟団」を結成した。これが「ナザレ派」と呼ばれる画家集団の始まりとなったが、プフォルは1812年に結核で、現在のイタリア、ローマ県のアルバーノ・ラツィアーレで没した。

## 作品
- Shulamit and Mary (1811)、ゲオルク・シェーファー美術館
- 聖ゲオルギオス、シュテーデル美術館
- 自画像 (1807)、ゲルマン国立博物館
- Nächtliche Heimkehr (1808)

- ルドルフ1世のバーゼル入城 (1809-1810)、シュテーデル美術館
- ルドルフ1世と司祭 (c. 1809-1810)、シュテーデル美術館